# Bränntjärnen (Bygdeå socken, Västerbotten)
Bränntjärnen är en sjö i Robertsfors kommun i Västerbotten och ingår i Dalkarlsåns huvudavrinningsområde. Sjön har en area på 0,0456 kvadratkilometer och ligger 138,5 meter över havet. Sjön avvattnas av vattendraget Storbäcken.

## Delavrinningsområde
Bränntjärnen ingår i det delavrinningsområde (713523-173293) som SMHI kallar för Ovan 713178-173620. Medelhöjden är 147 meter över havet och ytan är 11,73 kvadratkilometer. Det finns inga avrinningsområden uppströms utan avrinningsområdet är högsta punkten. Storbäcken som avvattnar avrinningsområdet har biflödesordning 2, vilket innebär att vattnet flödar genom totalt 2 vattendrag innan det når havet efter 26 kilometer. Avrinningsområdet består mestadels av skog (75 procent). Avrinningsområdet har 0,12 kvadratkilometer vattenytor vilket ger det en sjöprocent på 1 procent.